# Bajo Cedro
Bajo Cedro  (également appelé El Bajo del Cedro) est un corregimiento situé dans le district de Chiriquí Grande, province de Bocas del Toro, au Panama. En 2010, la localité comptait 1 404 habitants.

## Démographie
En 2010, elle avait une population de 1 404 habitants selon les données de l'Institut national des statistiques et du recensement et une superficie de 20,4 km2, ce qui équivaut à une densité de population de 68,82 habitants par km2.

### Statistiques ethniques
- 75,78 % chibchas[4]
- 22,58 % mestizos
- 1,64 % afro-panaméens[4]

La population est généralement ngäbe et buglé.